# 鲁绣
魯繡，山東刺繡的簡稱，是歷史文獻中記載最早的一個繡種，是中国十大名绣之一，與京繡、汴繡及甌繡合稱中國「四小名繡」。魯繡又稱「衣線繡」，因它所用的繡線大多是較粗的加撚雙股絲線，俗稱「衣線」。
魯繡工藝興起於春秋時期的華夏文明之地——齊魯，故史稱「齊紈」或是「魯縞」。至秦，魯繡已十分興盛。到漢時，已是相當普及的刺繡。《史記·貨殖列傳》中對魯繡有「冠帶衣履天下」之讚。不僅如此，魯繡還出現了專門為繡業而設置的「服官」，據《漢書》記載，「齊三服官作工各數千人，一歲費數巨萬」，當時繡業之昌盛和重要由此可見一斑。魯繡這一說法到了明代才開始正式出現。北京故宮博物院就存有明代魯繡「文昌出行圖」、「芙蓉雙鴨圖」、「荷花鴛鴦圖」。至清代康雍乾三代年間，魯繡進入到了一個高速發展時期。民初時，山東濰縣刺繡作坊就有30多家，繡工之多遍及濰城四鄉，因此，濰縣素有「九千繡花女」之譽。

## 工藝特色
魯繡所用的繡線大多是較粗的加撚雙股絲線，俗稱「衣線」。工法集「抽」、「勒」、「鎖」、「雕」等於一身，外觀色彩淡雅、構圖優美、虛實適宜、形象逼真。 此外，魯繡大都利用織有暗花的綾緞為底料，在上面繡上彩色紋樣，這也是其他繡種所少有的。

## 髮繡
魯繡最有代表性的一個品種是濟南髮絲繡，是濟南市政府確定的非物質文化遺產，是一種古老又獨特的地方繡種。在清代出版的《顧繡考》一書中就有「遠紹唐、宋髮絲繡之真傳」的記載，最早的髮絲繡傳世珍品是南宋的「東方朔像」，該作品長一市尺，寬八寸，現藏於英國倫敦博物館。

## 現況
相較於高知名度的蘇繡、湘繡、粵繡及蜀繡，魯繡的知名度較低，以至許多山東本土人也對魯繡不甚熟悉。魯繡專家徐秀玲介紹，從五十年代至今，專業從事魯繡的不足20人，現如今，全國只有四五人，而且全都集中在濟南。原濟南刺繡總廠的魯繡研究所於二〇〇六年被迫解散。現僅靠個別名家辦研習班來以計傳承。